# ウズベキスタンの人口統計

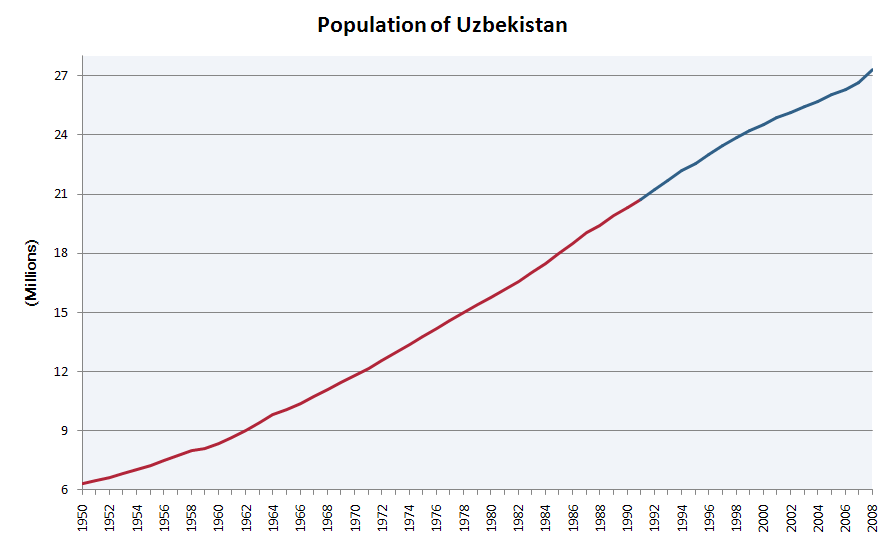
ウズベキスタンの人口の変化 (単位:百万人): 1950年-2008年1月1日

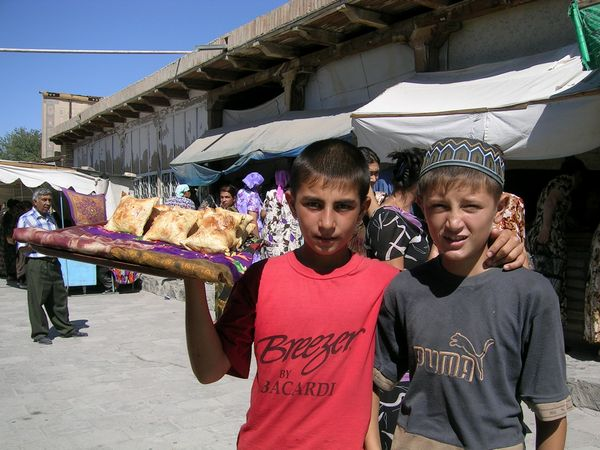
ウズベク人の子供

ウズベキスタンの人口統計 (英語: Demographics of Uzbekistan) はウズベキスタンの人口に関する統計を示したものである。この統計の中には人口増加率、人口密度、民族構成、識字率などの教育レベル、平均寿命、経済状況、信仰宗教、その他様々なウズベキスタンの人口に関する統計を含む。人口統計上では、ウズベキスタンに居住するすべての国民はウズベキスタン人として扱われる一方で、民族としてウズベク人といったように表記する。

## 人口統計上の傾向

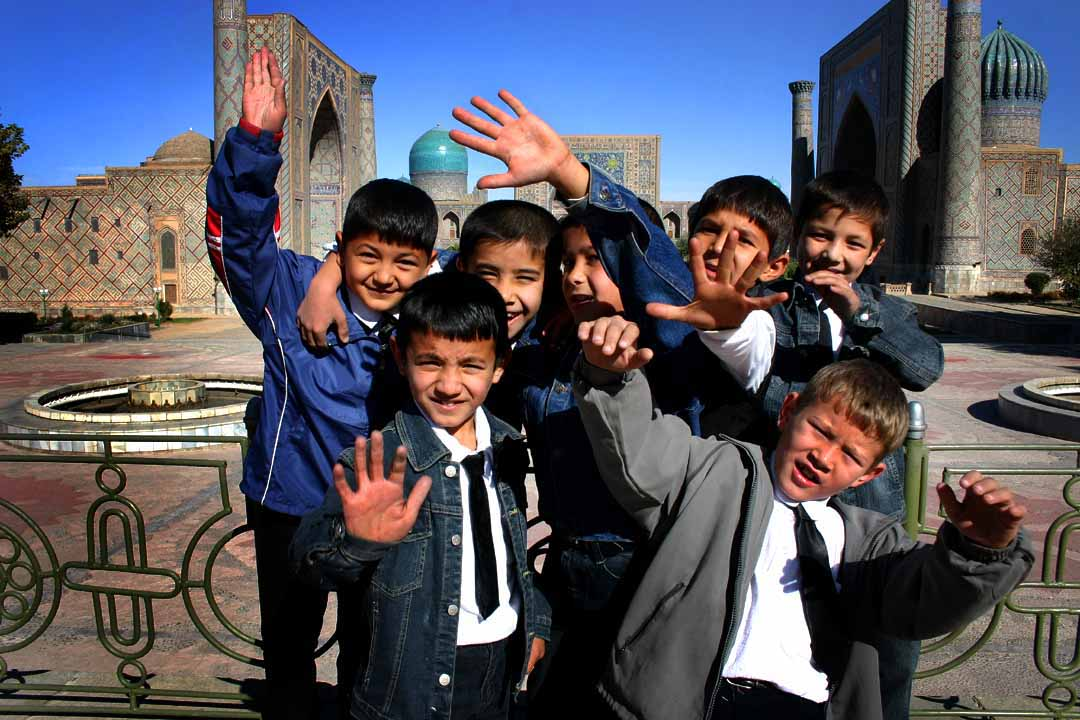
レギスタン広場の前でポーズを取る子供。ウズベキスタンの全人口の4分の1は14歳以下で構成されている。

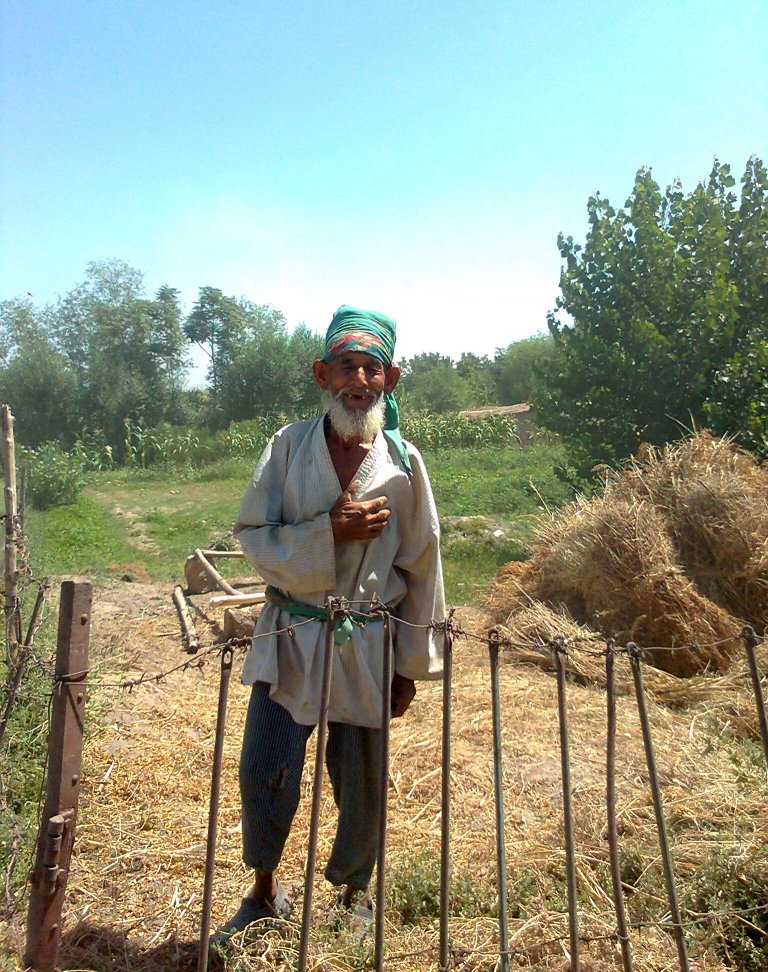
ウズベキスタンの老人

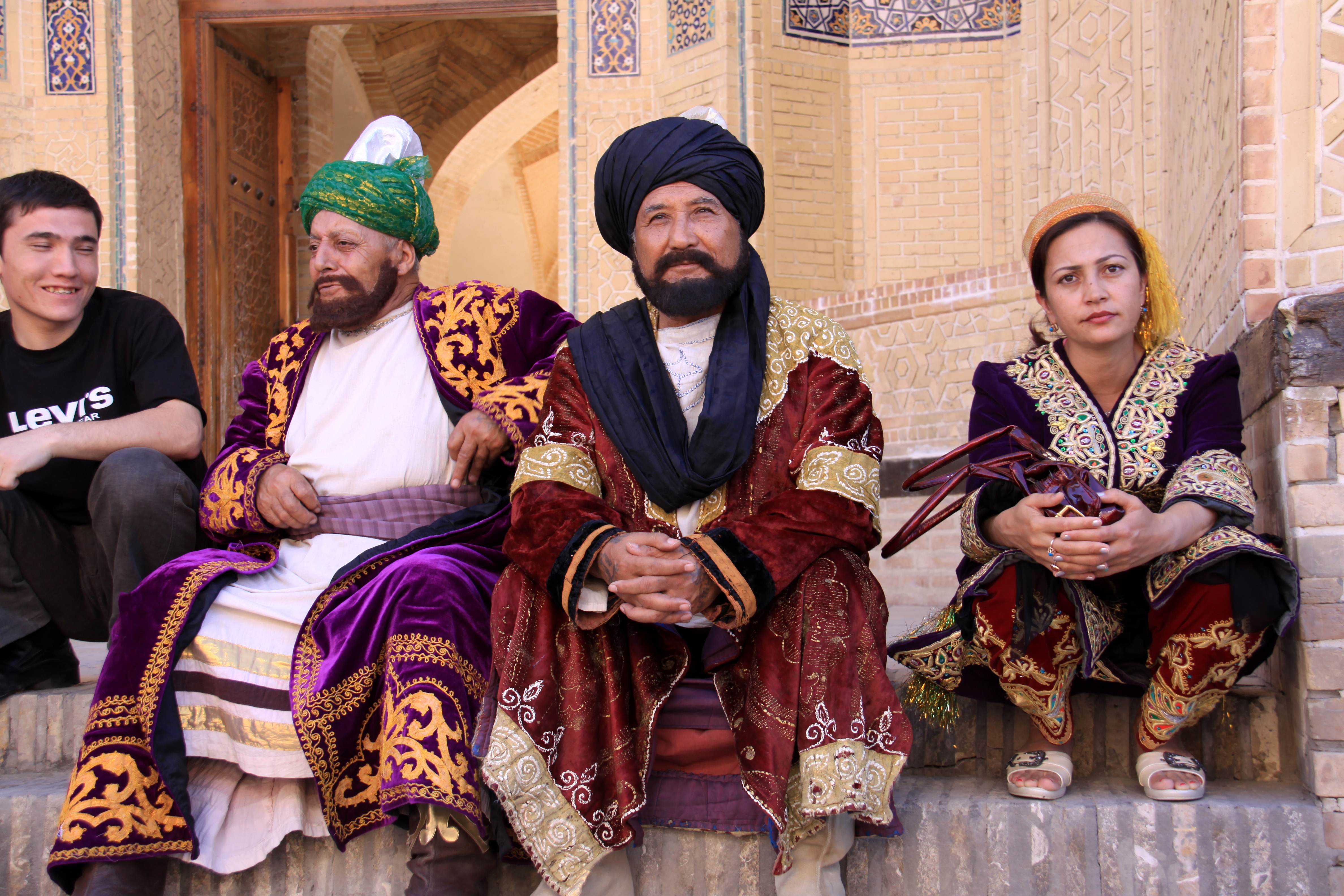
民族衣装を纏ったブハラの人々

2011年7月時点において、ウズベキスタンは中央アジア最大となる2810万人の人口を有し、中央アジア全体のほぼ半分の人々がウズベキスタンに住んでいる。
ウズベキスタンの人口構成は若年層に偏りが有り、34.1%が14歳以下である。公式資料によると、ウズベク人が全人口の80%を占める主流民族である。他の少数民族としてはロシア人 5.5%、タジク人 5%、カザフ人 3%、カラカルパク人 2.5%、タタール人 1.5% (1996年の統計)がいるが、タジク人の人口比率に関しては異論が幾つかある。タジク人の人口比率を5％とするウズベキスタン政府の公式データには様々な理由により人口調査ではウズベク人と回答しているタジク人が一定数存在すると考えられているためである。複数の西洋の学者が匿名の「オブザーバー」や「周辺地域のタジク人」などの資料を引用して、ウズベキスタン国内のタジク人の人口比率を約20%もしくはそれ以上となる25%-30%と推定している 。
以上に挙げた民族の他に、ウズベキスタンには1937年から1938年にかけてソビエト極東から強制移住させられた朝鮮民族である高麗人が存在する。また、タシュケントやサマルカンドにはアルメニア人も少数ながら居住している。ウズベキスタン国民の88%がムスリム (スンナ派が多数派であり、シーア派は5％)であり、ロシア正教会が9%、その他が3% (この中には統一教会系などその他のキリスト教宗派、仏教、バハイ教などが含まれる)。ブハラ・ユダヤ人はウズベキスタンを始めとする中央アジアに何千年にわたって住んでいる。1989年の調査では94,900人のユダヤ人がウズベキスタンに居住していた(同年の全人口の約0.5％を占めていた) が、ソビエト連邦崩壊後は多くのユダヤ人がアメリカ合衆国やイスラエルへと出国していった。2007年時点において、ウズベキスタン国内には5,000人を下回るユダヤ人のみが生活している 。
ウズベキスタンの国民の大部分はソビエト連邦時代にはコルホーズと呼ばれる集団農場において綿花栽培に従事していた。独立後も地方ではその経済を綿花栽培に大きく依存する状況が続いている一方で、ウズベキスタンの農業構造は1990年以降、集団農場形式から個人経営方式へと大きく変化している。

## 人口動態統計

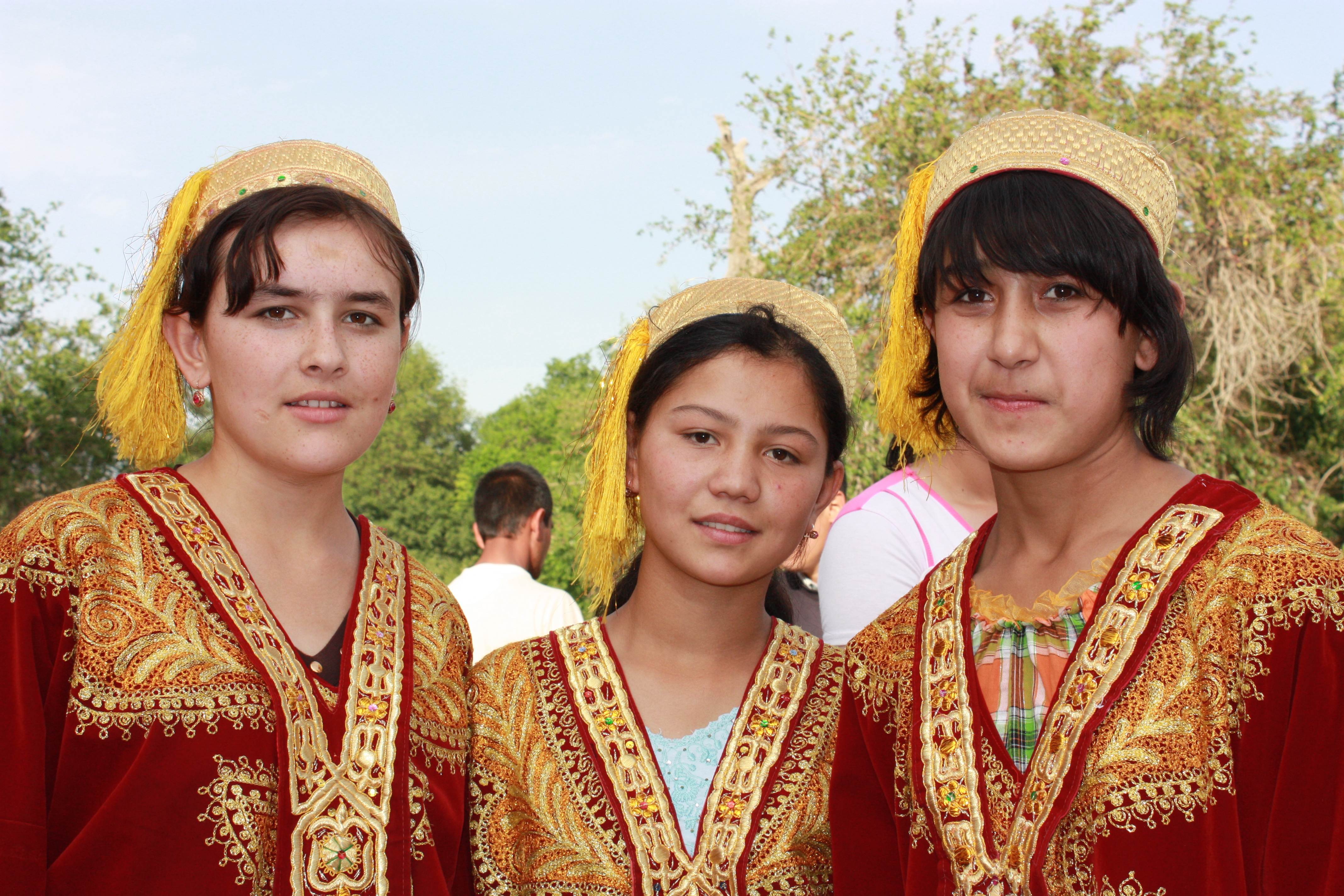
ブハラの祭りに参加する少女

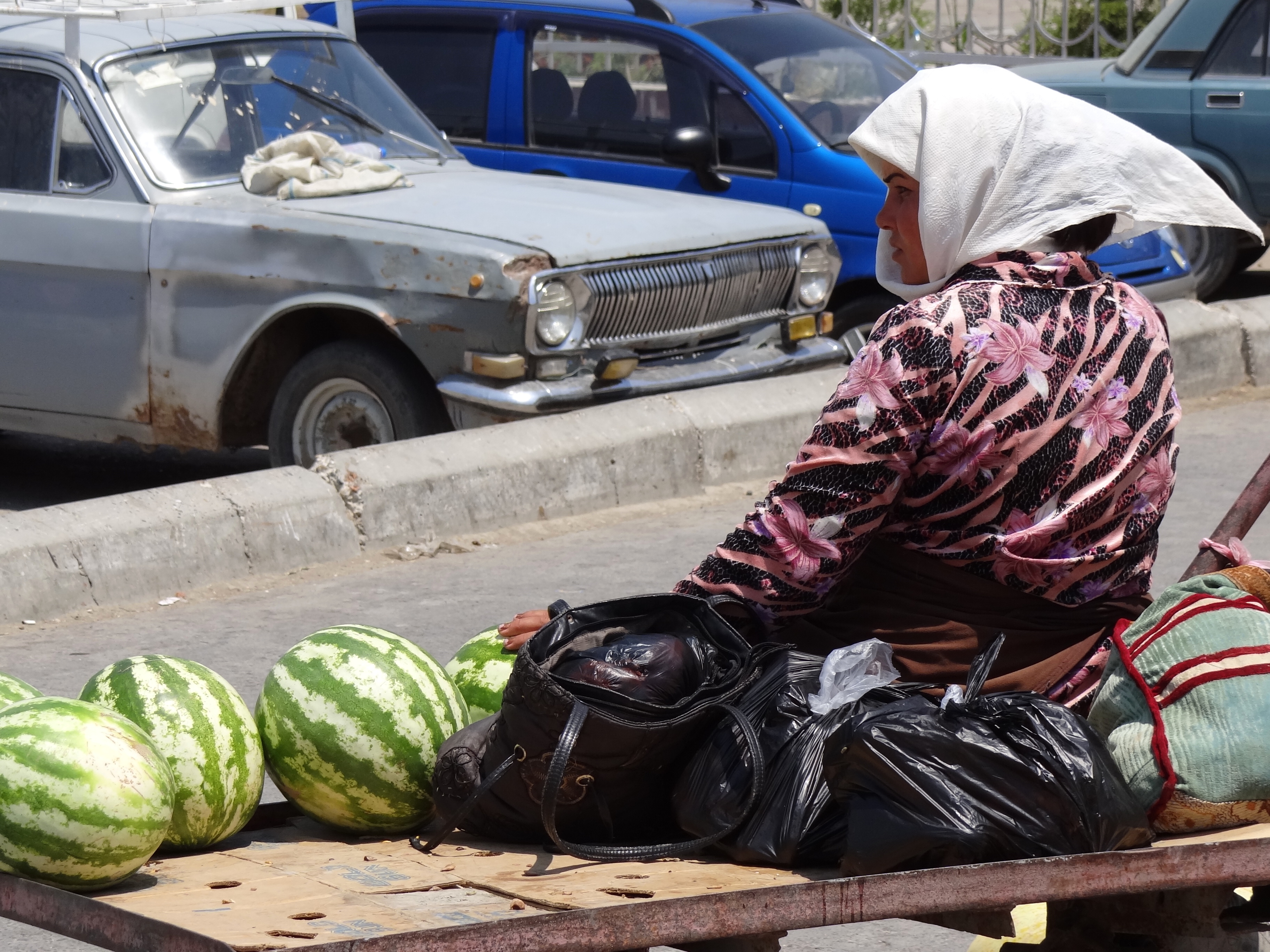
スイカを売るブハラの女性

### 人口
出生数と死亡数を年代ごとに示した一覧。
|      | 平均人口 (単位:千人) | 出生数  | 死亡数  | 自然増加数 | 粗出生率 (千人当り) | 粗死亡率 (千人当り) | 自然増加率 (千人当り) |
| ---- | -------------------- | ------- | ------- | ---------- | ------------------- | ------------------- | --------------------- |
| 1980 | 15 952               | 540 047 | 118 886 | 421 161    | 33.9                | 7.5                 | 26.4                  |
| 1981 | 16 376               | 572 197 | 117 793 | 454 404    | 34.9                | 7.2                 | 27.7                  |
| 1982 | 16 813               | 589 283 | 124 137 | 465 146    | 35.0                | 7.4                 | 27.7                  |
| 1983 | 17 261               | 609 400 | 128 779 | 480 621    | 35.3                | 7.5                 | 27.8                  |
| 1984 | 17 716               | 641 398 | 132 042 | 509 356    | 36.2                | 7.5                 | 28.8                  |
| 1985 | 18 174               | 679 057 | 131 686 | 547 371    | 37.4                | 7.2                 | 30.1                  |
| 1986 | 18 634               | 708 658 | 132 213 | 576 445    | 38.0                | 7.1                 | 30.9                  |
| 1987 | 19 095               | 714 454 | 133 781 | 580 673    | 37.4                | 7.0                 | 30.4                  |
| 1988 | 19 561               | 694 144 | 134 688 | 559 456    | 35.5                | 6.9                 | 28.6                  |
| 1989 | 20 033               | 668 807 | 126 862 | 541 945    | 33.4                | 6.3                 | 27.1                  |
| 1990 | 20 515               | 691 636 | 124 553 | 567 083    | 33.7                | 6.1                 | 27.6                  |
| 1991 | 21 009               | 723 420 | 130 294 | 593 126    | 34.4                | 6.2                 | 28.2                  |
| 1992 | 21 509               | 680 459 | 140 092 | 540 367    | 31.6                | 6.5                 | 25.1                  |
| 1993 | 22 005               | 692 324 | 145 294 | 547 030    | 31.5                | 6.6                 | 24.9                  |
| 1994 | 22 478               | 657 725 | 148 423 | 509 302    | 29.3                | 6.6                 | 22.7                  |
| 1995 | 22 918               | 677 999 | 145 439 | 532 560    | 29.6                | 6.3                 | 23.2                  |
| 1996 | 23 319               | 634 842 | 144 829 | 490 013    | 27.2                | 6.2                 | 21.0                  |
| 1997 | 23 685               | 602 694 | 137 331 | 465 363    | 25.4                | 5.8                 | 19.6                  |
| 1998 | 24 030               | 553 745 | 140 526 | 413 219    | 23.0                | 5.8                 | 17.2                  |
| 1999 | 24 372               | 544 788 | 130 529 | 414 259    | 22.4                | 5.4                 | 17.0                  |
| 2000 | 24 724               | 527 580 | 135 598 | 391 982    | 21.3                | 5.5                 | 15.9                  |
| 2001 | 25 090               | 512 950 | 132 542 | 380 408    | 20.4                | 5.3                 | 15.2                  |
| 2002 | 25 467               | 532 511 | 137 028 | 395 483    | 20.9                | 5.4                 | 15.5                  |
| 2003 | 25 849               | 508 457 | 135 933 | 372 524    | 19.7                | 5.3                 | 14.4                  |
| 2004 | 26 226               | 540 381 | 130 357 | 410 024    | 20.6                | 5.0                 | 15.6                  |
| 2005 | 26 593               | 533 530 | 140 585 | 392 945    | 20.1                | 5.3                 | 14.8                  |
| 2006 | 26 947               | 555 946 | 139 622 | 416 324    | 20.6                | 5.2                 | 15.4                  |
| 2007 | 27 291               | 608 917 | 137 430 | 471 487    | 22.3                | 5.0                 | 17.3                  |
| 2008 | 27 217               | 646 096 | 138 792 | 507 304    | 23.7                | 5.1                 | 18.6                  |
| 2009 | 27 509               | 649 727 | 130 659 | 519 068    | 23.6                | 4.7                 | 18.9                  |
| 2010 | 28 001               | 634 810 | 138 411 | 496 399    | 22.4                | 4.8                 | 17.9                  |
| 2011 | 29 123               | 626 881 | 144 585 | 482 296    | 21.5                | 5.0                 | 16.5                  |
| 2012 | 29 994               |         |         |            | 21.0                | 4.9                 | 16.1                  |
| 2013 | 28 528               |         |         |            |                     |                     |                       |
| 2014 | 29 188               |         |         |            |                     |                     |                       |
| 2015 | 29 525               |         |         |            |                     |                     |                       |
| 2016 | 29 907               |         |         |            |                     |                     |                       |
| 2017 | 30 121               |         |         |            |                     |                     |                       |
| 2018 | 30 500               |         |         |            |                     |                     |                       |
| 2019 | 30 823               |         |         |            |                     |                     |                       |

### 合計特殊出生率

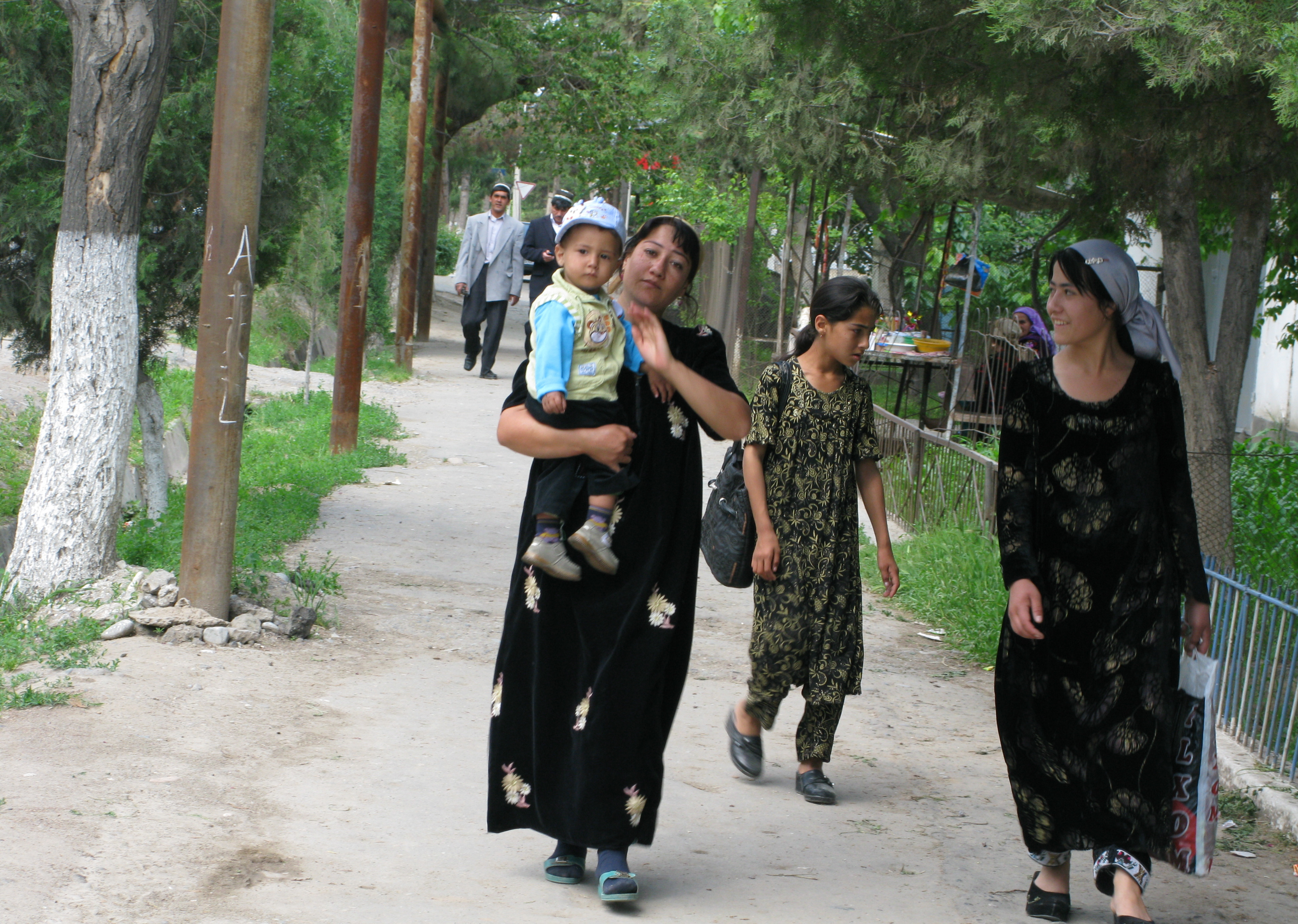
子供を抱えるウズベキスタンの女性

CIAワールド・ファクトブックによると、ウズベキスタンの合計特殊出生率 (TFR) は2011年時点で1.89となっている。
2002年時点のTFRは2.92であり、民族構成別ではウズベク人2.99、ロシア人1.35、カラカルパク人2.69、タジク人3.19、カザフ人2.95、タタール人2.05、その他2.53となっていた。また、地域別では、タシュケント1.96、カラカルパクスタン共和国2.90、フェルガナ2.73、東部地方2.71、中東部2.96、中央部3.43、西部3.05となっていた。
ソビエト連邦時代の合計特殊出生率の高さは大家族や農業自給を基本とする歴史的、文化的な姿勢に起因しており、ソビエト連邦時代の子供の相対価値の大きさはウズベキスタンに良い方向へ働くこととなった。妊娠中絶は避妊を行い際に最適な方法とされていた。1955年に法制化されたことにより、妊娠中絶の数は1956年から1973年の間に231%の増加を示した。1991年までに、中絶率は成人女性1,000人あたり39人となっていた。
しかし、過去数十年の間に、避妊を行うための方法は中絶から子宮内避妊器具 (IUD) に代表されるような現代的な避妊法へと変化していった。1980年代なかばには、女性に現代的な避妊法を導入することを目的とした政府の政策によりIUDが避妊法の主流を占めるようになった。2002年のUHESの報告書によると、既婚女性の73%がIUDを使用しており、男性の14%がコンドームを、13%がピルを使用していると回答した。
ウズベキスタン政府はソビエト連邦崩壊後に発生した国家経済の悪化から、出生率を制御する現代的な避妊法の使用を推進している。従って、政府はIUDを広める際に影響力を持っている。避妊には複数の方法があることを女性に示す家族計画プログラムを実施しているものの、IUDは依然女性が避妊を行う際の第1選択肢となっている。実際の避妊の医療現場や家族など周囲の環境においてもIUDを強く勧められることが多い。しかし、階級や教育レベルといった要素によれば、女性に多様な避妊法の選択肢を示すべきであると考えられる。

## 民族構成

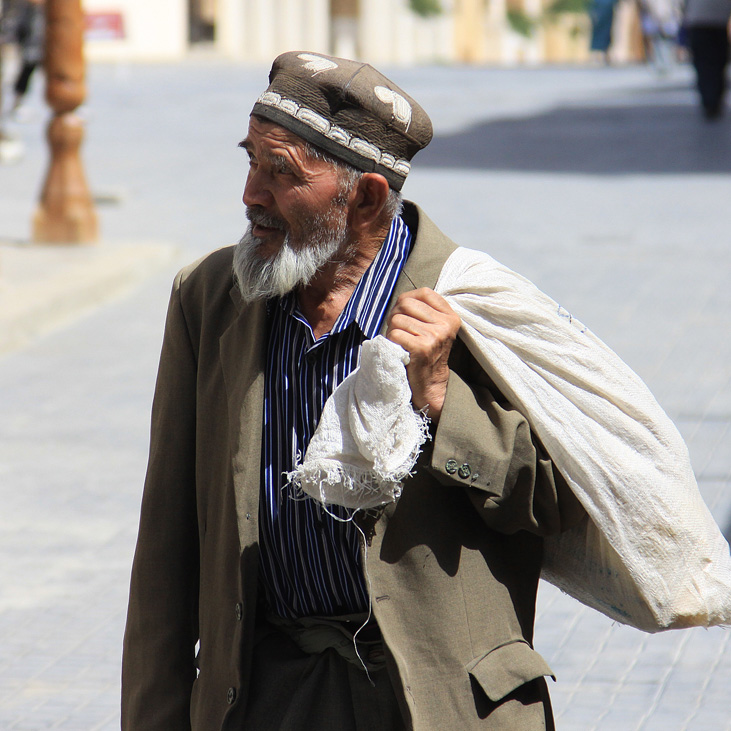
ブハラの商人

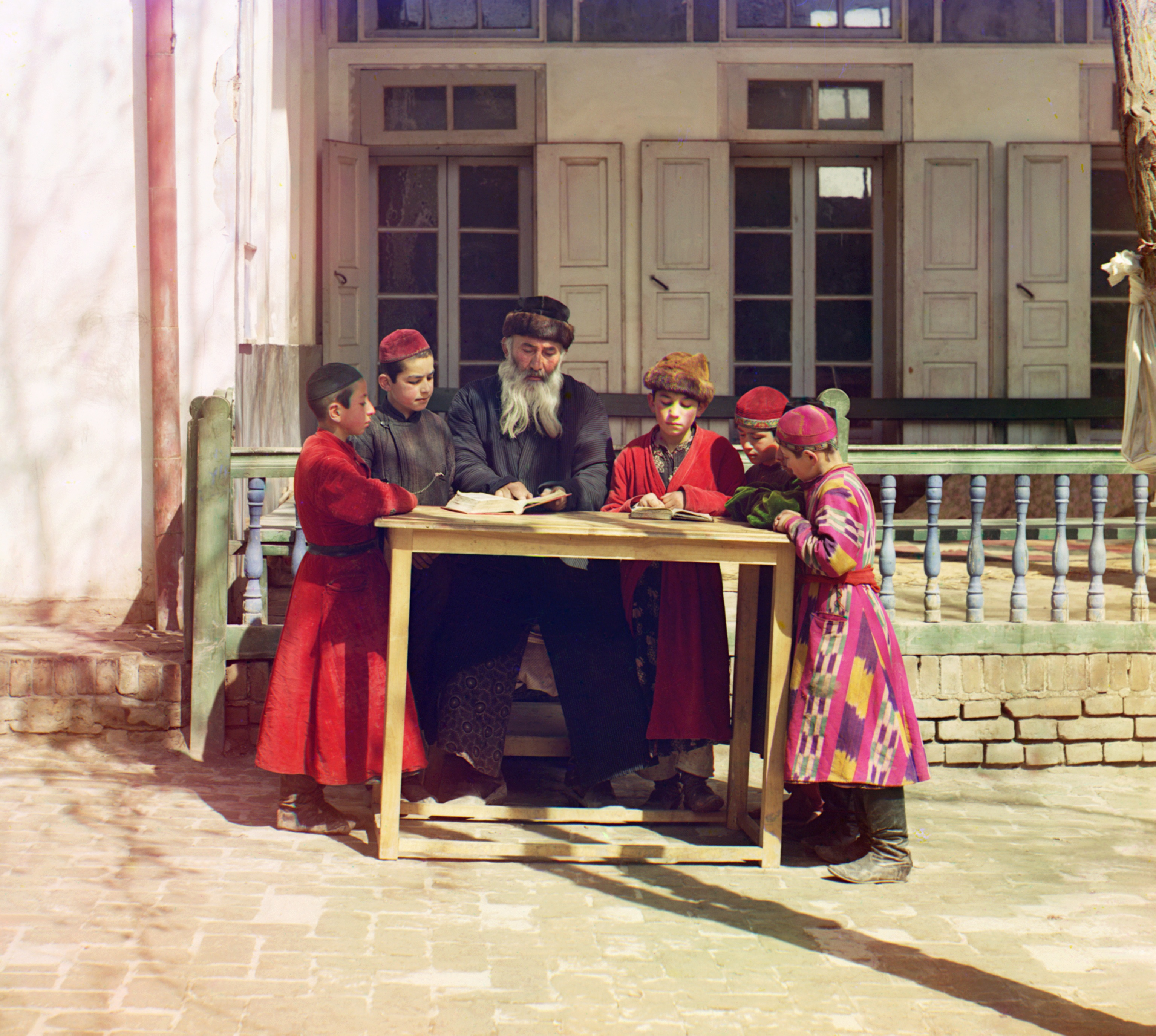
サマルカンドに住むユダヤ人の子供たち

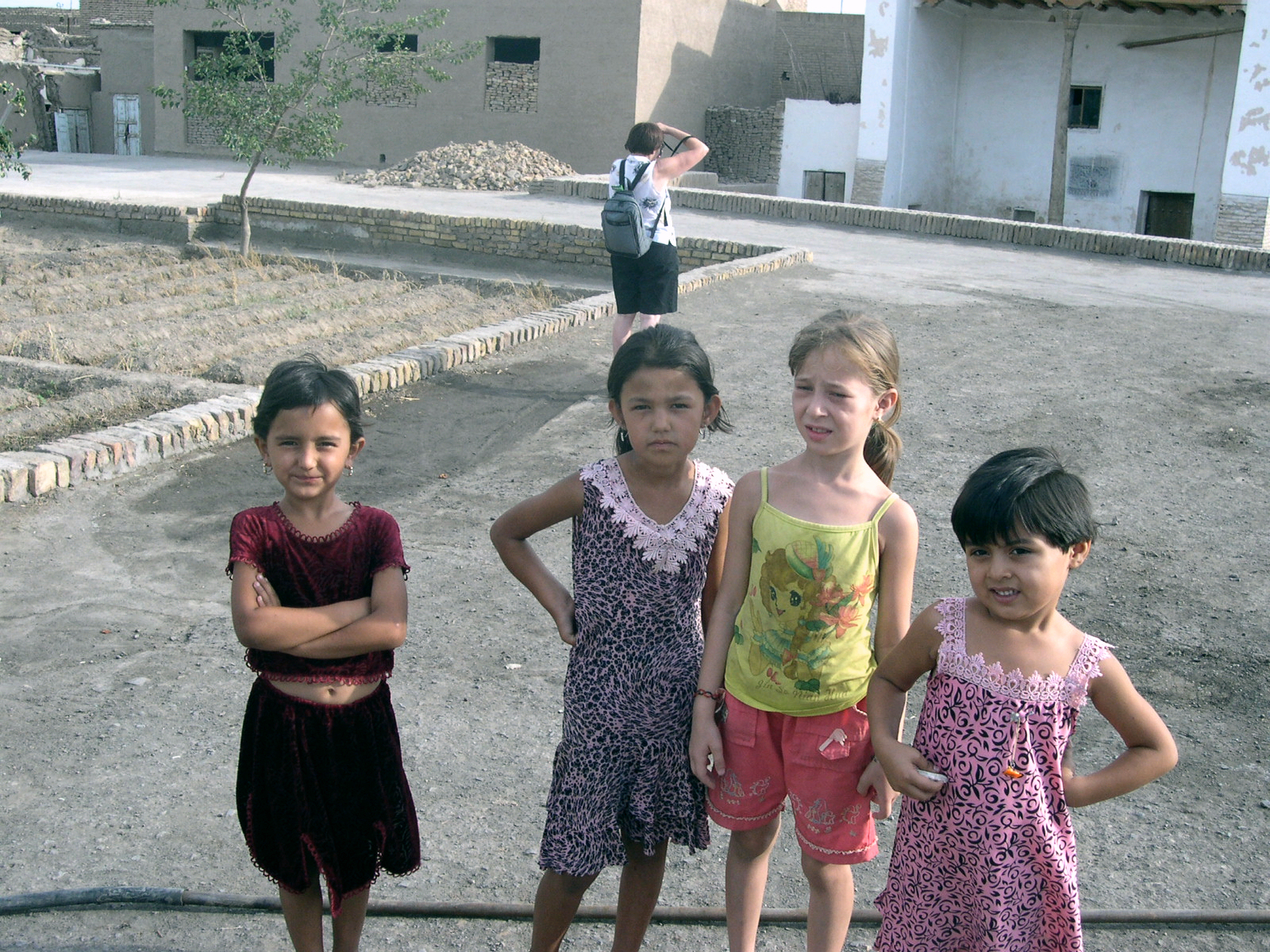
ヒヴァの子供たち

1989年の国勢調査によると、ウズベキスタンの民族構成は以下のようになっている 
。
ウズベク人 71%、ロシア人 8%、タジク人5% (実際にはこれより高い数値であると考えられている)、カザフ人 4%、タタール人 3%, カラカルパク人 2%、その他 7%
1996年のCIAワールド・ファクトブックの報告書によると、民族構成は以下のようになっている。
 ウズベク人 80%、ロシア人 5.5%、タジク人 5%、カザフ人 3%、 カラカルパク人 2.5%、タタール人 1.5%、その他 2.5%
以下の表は1926年から1989年までの国勢調査に基づいたウズベキスタンの全人口に占める各民族の割合 (1999年には国勢調査の際人口調査は行われなかった).。タジク人の割合は1979年の3.9%から1989年には4.7%に上昇しているが、これには国勢調査の方法の変化が関係していると考えられる。1989年の国勢調査では各自のパスポートによらずまず自身の国籍を質問している。しかし、この過程で民族的な出自に基づいて自己申告を行うことは自由であり、このような者が多数存在すると考えられる。
| 民族 | 1926年1   | 1926年1   | 1939年2   | 1939年2   | 1959年3   | 1959年3   | 1970年4    | 1970年4    | 1979年5    | 1979年5    | 1989年6    | 1989年6    |
| 民族 | 数        | %         | 数        | %         | 数        | %         | 数         | %          | 数         | %          | 数         | %          |
| --- | --------- | --------- | --------- | --------- | --------- | --------- | ---------- | ---------- | ---------- | ---------- | ---------- | ---------- |
| ウズベク人 | 3,467,226 | 73.0      | 4,804,096 | 65.1      | 5,038,273 | 62.2      | 7,733,541  | 64.7       | 10,569,007 | 68.7       | 14,142,475 | 71.4       |
| ロシア人 | 245,807   | 5.2       | 727,331   | 11.6      | 1,090,728 | 13.5      | 1,495,556  | 12.5       | 1,665,658  | 10.8       | 1,653,478  | 8.4        |
| タジク人 | 350,670   | 7.4       | 317,560   | 5.1       | 311,375   | 3.8       | 457,356    | 3.8        | 594,627    | 3.9        | 933,560    | 4.7        |
| カザフ人 | 191,126   | 4.0       | 305,416   | 4.9       | 335,267   | 4.1       | 549,312    | 4.6        | 620,136    | 4.0        | 808,227    | 4.1        |
| タタール人 | 28,335    | 0.6       | 147,157   | 2.3       | 397,981   | 4.9       | 442,331    | 3.7        | 531,205    | 3.5        | 467,829    | 2.4        |
| カラカルパク人 | 142,688   | 3.0       | 181,420   | 2.9       | 168,274   | 2.1       | 230,273    | 1.9        | 297,788    | 1.9        | 411,878    | 2.1        |
| クリミア・タタール人 |           |           |           |           | 46,829    | 0.6       | 135,426    | 1.1        | 117,559    | 0.8        | 188,772    | 1.0        |
| 高麗人 | 30        | 0.0       | 72,944    | 1.2       | 138,453   | 1.7       | 151,058    | 1.3        | 163,062    | 1.1        | 183,140    | 0.9        |
| キルギス人 | 79,610    | 1.7       | 89,044    | 1.4       | 92,725    | 1.1       | 110,864    | 1.0        | 142,182    | 0.7        | 174,907    | 0.8        |
| ウクライナ人 | 25,335    | 0.5       | 70,577    | 1.1       | 87,927    | 1.1       | 114,979    | 1.0        | 113,826    | 0.7        | 153,197    | 0.8        |
| トルクメン人 | 31,492    | 0.7       | 46,543    | 0.7       | 54,804    | 0.7       | 71,066     | 0.6        | 92,285     | 0.6        | 121,578    | 0.6        |
| トルコ人 | 371       | 0.0       | 474       | 0.0       | 21,269    | 0.3       | 46,398     | 0.4        | 48,726     | 0.3        | 106,302    | 0.5        |
| ユダヤ人 | 37,621    | 0.8       | 50,676    | 0.8       | 94,303    | 1.2       | 102,843    | 0.9        | 99,836     | 0.7        | 94,689     | 0.5        |
| アルメニア人 | 14,862    | 0.3       | 20,394    | 0.3       | 27,370    | 0.3       | 34,470     | 0.3        | 42,374     | 0.3        | 50,537     | 0.3        |
| アゼルバイジャン人 | 20,764    | 0.4       | 3,645     | 0.1       | 40,511    | 0.5       | 40,431     | 0.3        | 59,779     | 0.4        | 44,410     | 0.2        |
| ウイグル人 | 36,349    | 0.8       | 50,638    | 0.8       | 19,377    | 0.2       | 24,039     | 0.2        | 29,104     | 0.2        | 35,762     | 0.2        |
| バシキール人 | 624       | 0.0       | 7,516     | 0.1       | 13,500    | 0.2       | 21,069     | 0.2        | 25,879     | 0.2        | 34,771     | 0.2        |
| その他 | 77,889    | 1.6       | 98,838    | 1.6       | 126,738   | 1.6       | 198,570    | 1.7        | 176,274    | 1.1        | 204,565    | 1.0        |
| 合計 | 4,750,175 | 4,750,175 | 6,271,269 | 6,271,269 | 8,105,704 | 8,105,704 | 11,959,582 | 11,959,582 | 15,389,307 | 15,389,307 | 19,810,077 | 19,810,077 |
| 1タジクASSRは除外、カラカルパク自治州 (1926年にカザフASSRに吸収)は含む; 出典: . 2 出典: . 3 出典: . 4 出典: . 5 出典: . 6 出典: . |           |           |           |           |           |           |            |            |            |            |            |            |

## 言語

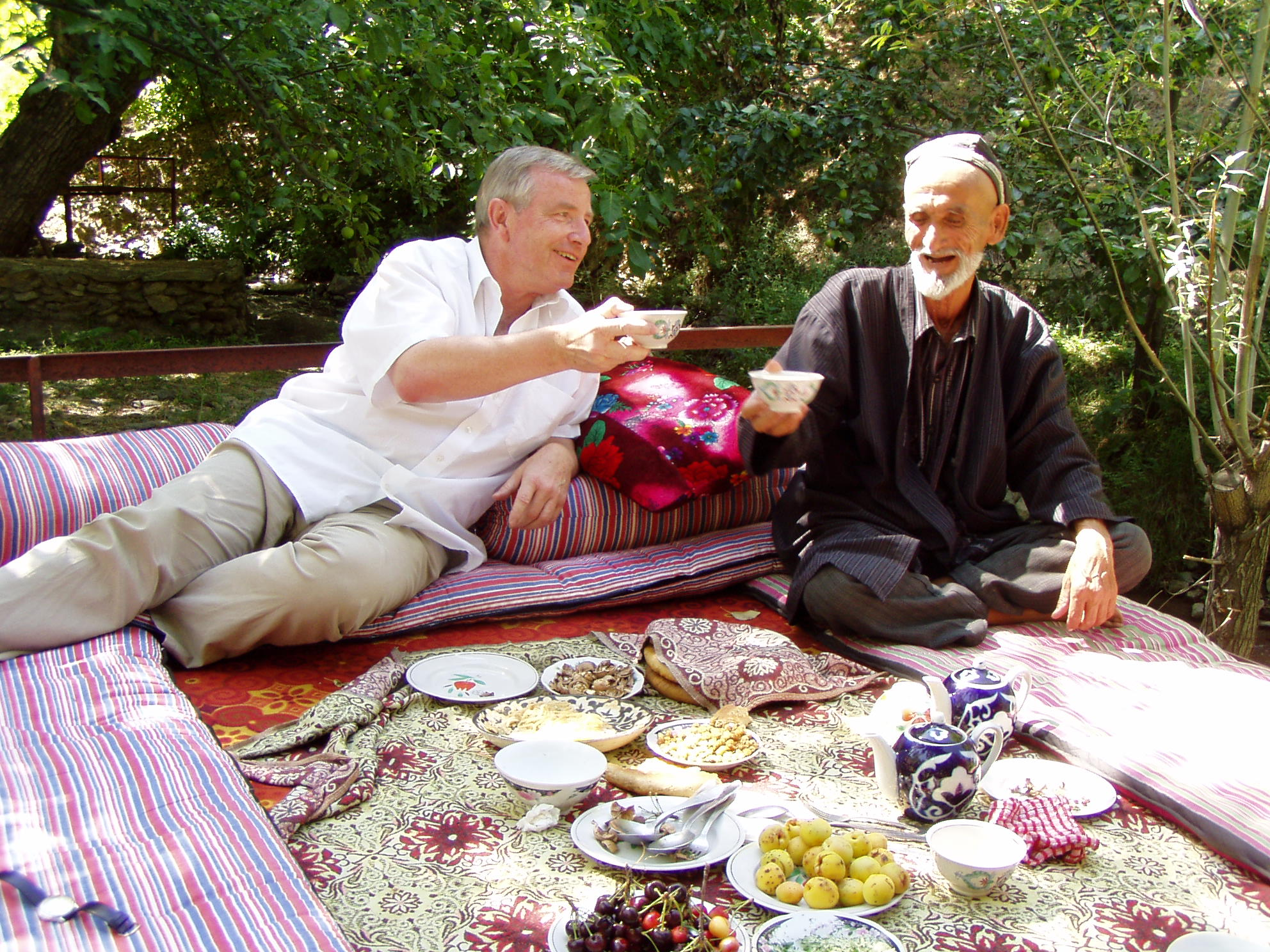
食事を楽しむウズベク人

CIAワールド・ファクトブックによると、現在ウズベキスタン国内で話されている言語の内訳はウズベク語74.3%、ロシア語14.2%、タジク語4.4%、その他7.1%となっている。ウズベク語は1990年代なかばにキリル文字表記からラテン文字による表記へと変更されたが、現在でもキリル表記は盛んに行われている。
独立以降、ウズベク語はウズベキスタンの公用語となった。大統領のイスラム・カリモフは過激派民族主義グループ「ビルリク」 (Birlik、統一) のメンバーであり、ウズベク語のラテン文字への表記移行を推進した人物である。ビルリクはウズベク語がナショナリズムを発揚すると考えており、このラテン文字への表記変化自体はロシア語やロシアの文化を国内から取り除く脱ロシア化の一過程であった。ビルリクは1980年代にこの目標を達成すべくキャンペーンを行なっており、ソビエト連邦時代の1989年にはタシュケントでウズベク語を国家の公用語とするよう求める集会を開催し12,000人を集めた。1995年、政府はウズベキスタン共和国の法律においてウズベク語を国家の公用語とすることを認可し、公的機関や公的な仕事においてウズベク語を用いるよう定めた。移出や少数民族について研究する学者はウズベク語を話すことができない少数民族に対する差別の一端であるとしてこの法律を批判している。しかし、ロシア語は科学や民族間コミュニケーション、仕事、広告などの分野において事実上の公用語となっている。
ウズベキスタンにおけるペルシア語話者であるタジク人の人口は全人口の約25%-30%と推定されているが、この推定は周辺地域のタジク人に関して調査した「検証不能」な報告書に基づいたものである。タジク語はブハラやサマルカンドといった西部地域では支配的な言語となっている。1924年に国境が策定されたことにより多くのタジク人がウズベク人と規定される“ウズベク化”が行われた。 従って、タジク語を話すタジク人はウズベキスタン国内に多数存在するが、彼らはウズベク人であるとみなされている。

## 宗教

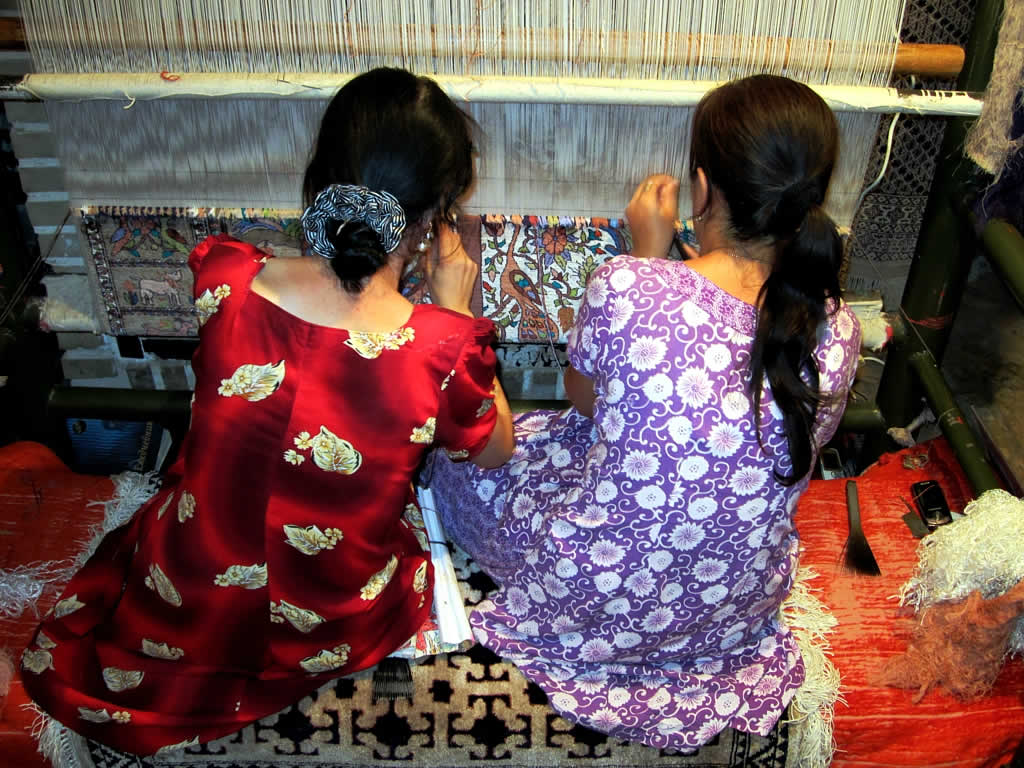
織物を織るウズベク人女性

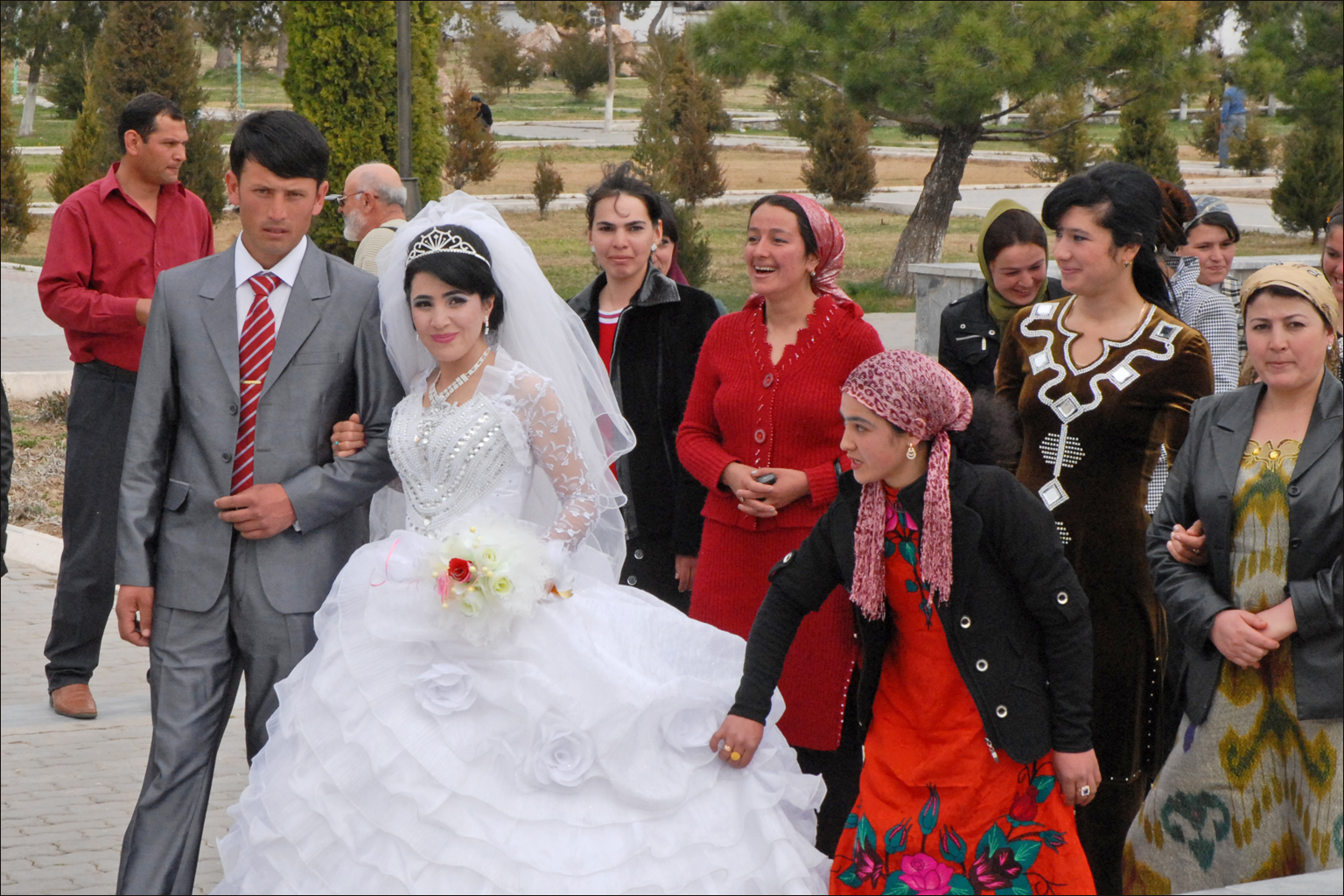
ウズベキスタンの結婚式

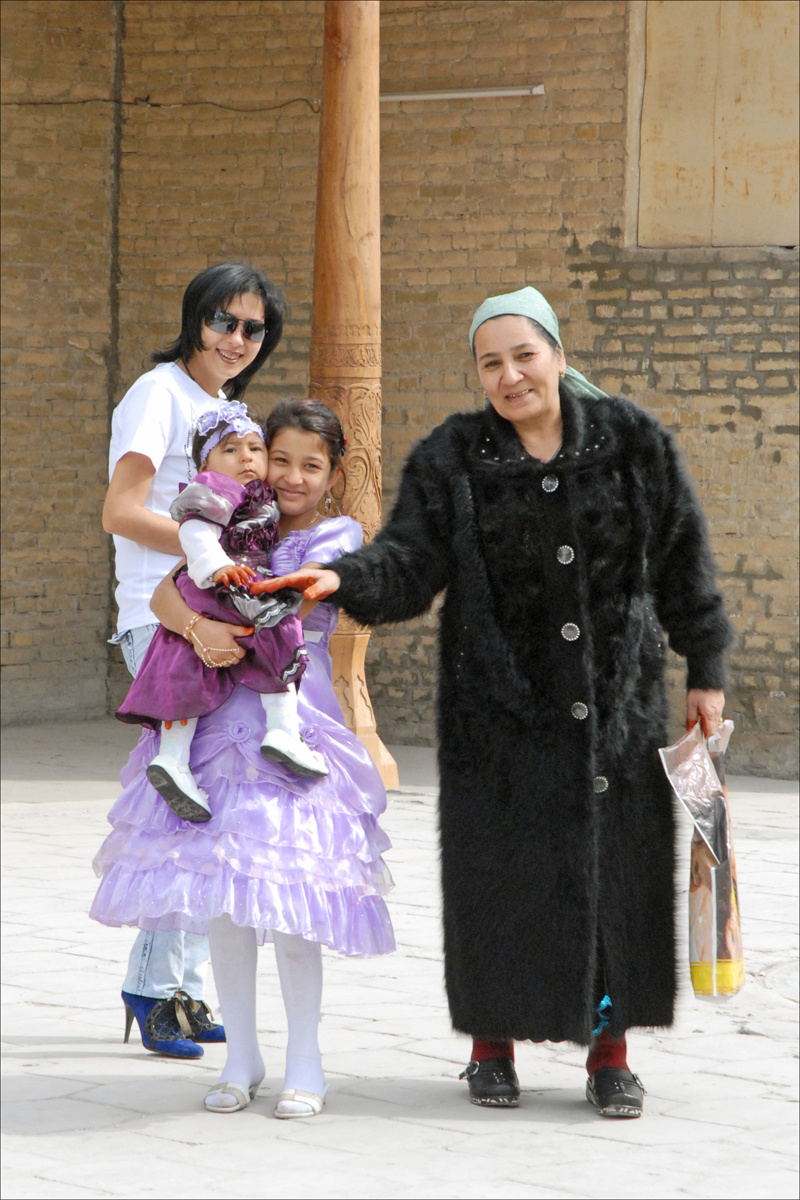
ナウルーズを祝うブハラの家族

2009年のアメリカ合衆国国務省の報告書によると、ウズベキスタンの国民の約90%がムスリムである。また、約5%がロシア正教会の信者である。
1989年時点でウズベキスタンには94,900人のユダヤ人が住んでいたが (同年調査の全人口の約0.5%に相当) 、2007年には5,000人以下にまで減少している。
高い識字率とソビエト連邦時代の教育方針から、イスラム原理主義やキリスト教原理主義といった原理主義はウズベキスタンでは広まっておらず、宗教を非常に重要なものであると回答した者は35％に過ぎないという調査結果が出ている。

## CIAワールド・ファクトブックによる人口統計表

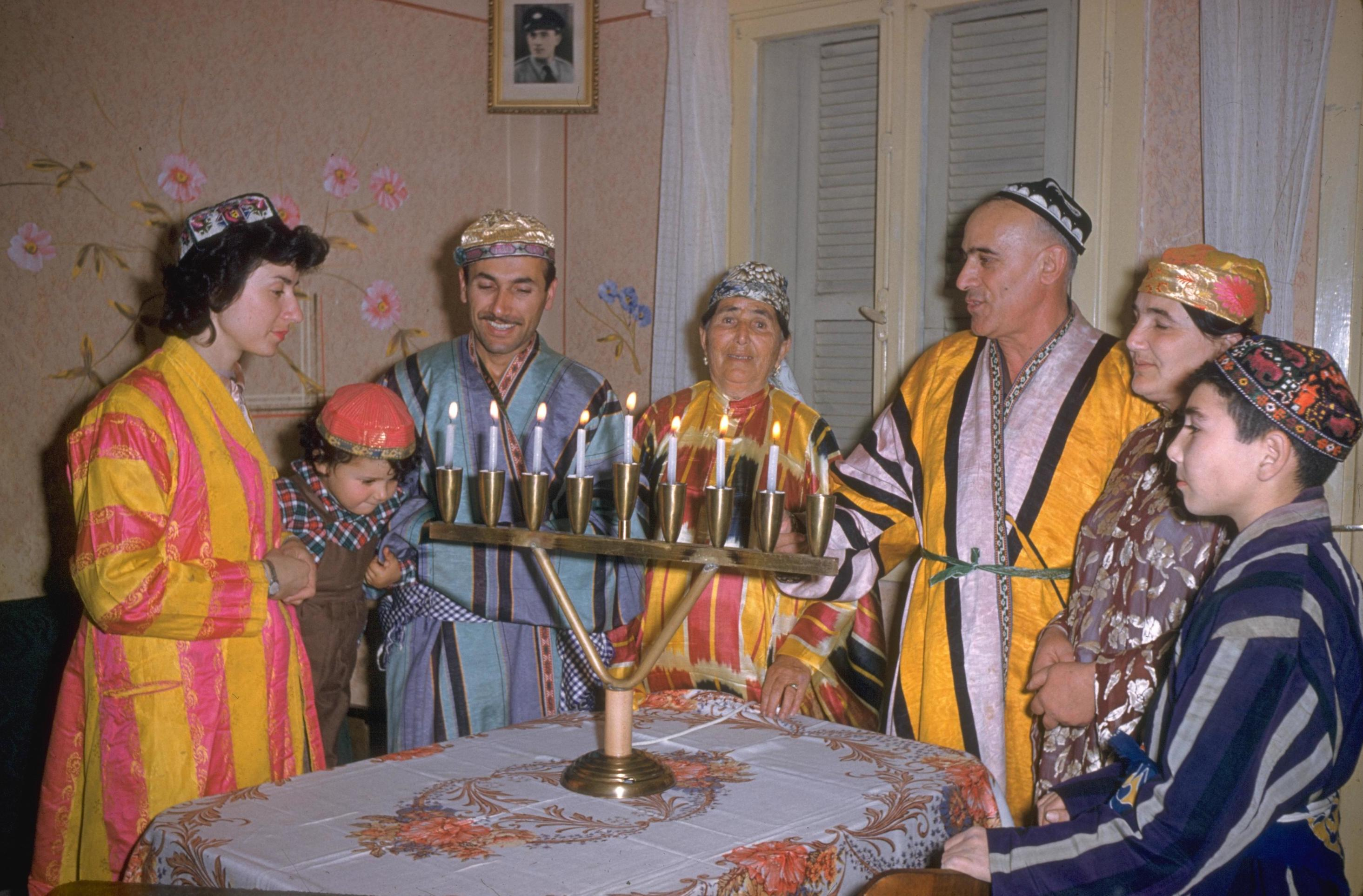
イスラエルのテルアビブに移住したブハラ・ユダヤ人

最新の人口統計に関しては、CIAワールド・ファクトブック公式サイトを参照のこと。
以下に2009年9月時点のCIAワールド・ファクトブックの人口統計表を示す。

### 人口比率
0-14歳: 28.1% (男性3,970,386人/女性3,787,371人)

15-64歳: 67% (男性9,191,439人/女性9,309,791人) 

65歳以上 4.9% (男性576,191人/女性770,829人) (2009年)

### 男女比率
対象年齢の男性の数を女性の数で割った比率の値を示す。

出生時: 1.06 

15歳以下: 1.05

15～64歳: 0.99 

65歳以上: 0.75

合計: 0.99 (2009年)

### 新生児死亡率
合計: 23.43人/1,000人

男性: 27.7人/1,000人

女性: 18.9人/1,000人 (2009年)

### 平均寿命
合計: 71.96年

男性: 68.95年

女性: 75.15年 (2009年)

### 識字率
ウズベキスタン国内の15歳以上の男女に関する識字率。

合計: 99.3% 

男性: 99.6% 

女性: 99% (2003年)

## 教育
ウズベキスタンの識字率は99%を達成しており、男女とも通常12年間の教育課程を履修する。政府はこの12年間を義務教育としている。

## 移民

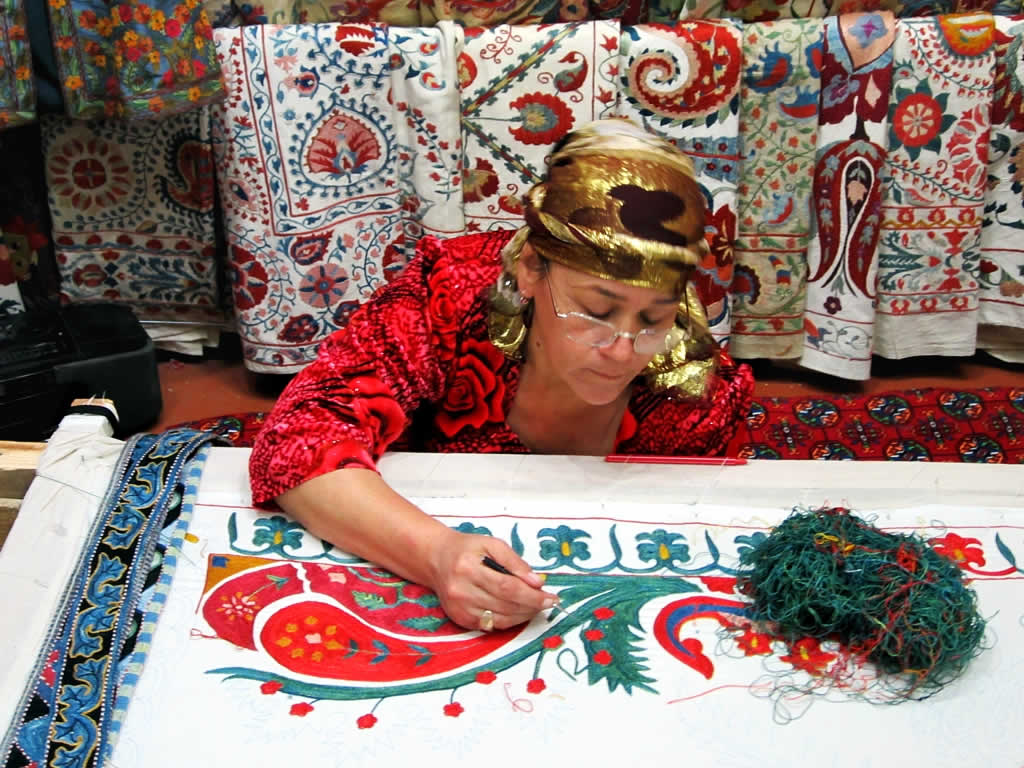
サマルカンドの織物職人

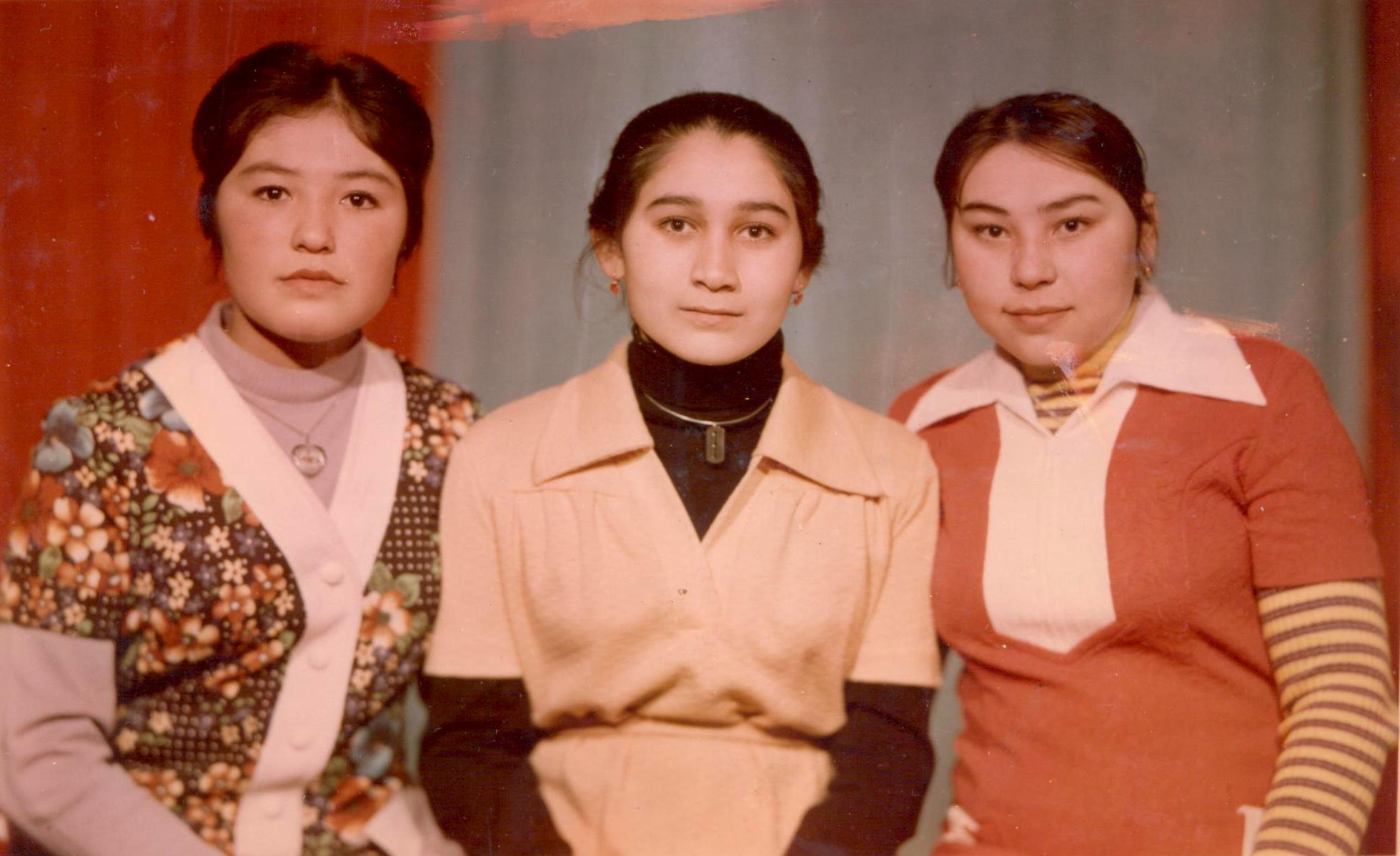
1970年代のウズベク人の女性

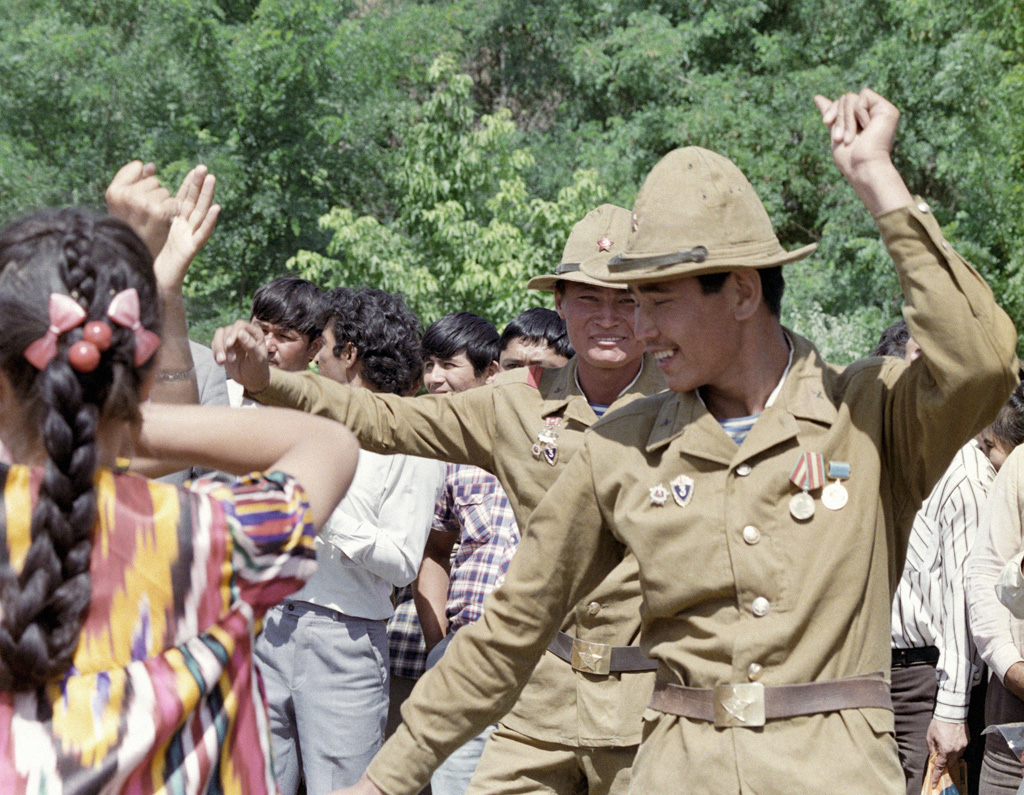
テルメズにおいて地方の祭りに参加するソビエト連邦の兵士

2011年時点において、ウズベキスタンの純移動率は1,000人あたり-2.74人となっている。
ソビエト連邦崩壊後、移出入に関する規定が変化した。ソビエト連邦時代は、パスポートはソビエト連邦内の15の共和国間の移動に関して自由に機能し、今日よりも低価格で他の共和国へと移動することができていた。しかし、2003年以降、国外への就職により移動する場合、ウズベキスタン国外労働移民局の特別部署が発行する労働許可証が必要となった。労働許可証は多くのウズベキスタン人にとっては高価であり、役所の煩雑な手続きに関しても批判が多い。労働許可証作成に関わった部局はこれを受けて手続きの簡素化とともに実質費用の減額を目指して労働許可証の改定作業を行なっている。2007年7月4日、ロシア第一副首相のセルゲイ・イワノフは労働活動と労働移民の保護 (ウズベキスタン国内のロシア人とロシア国内のウズベキスタン人両方を含む) 、不法移民や不法労働者の国外追放を盛り込んだ協定にサインした。

### ウズベク人の移民
経済状況の悪化は過去数十年に渡る労働移出民の増加を招いている。主な移出先はロシア、カザフスタン、アラブ首長国連邦 (UAE)、トルコ、韓国、ヨーロッパなどであり、最低でもウズベキスタンの労働力人口の10%が国外に流出している。流出した労働力人口の約58%はロシアをその移出先としている。高い失業率と低賃金が労働力流出の原因と考えられている。
典型的な移民としては地方出身者、農家、ブルーカラーの労働者、職を求めて海外へ渡る学生などがいる。しかし、このような移民の多くは国を離れる際に必要な法的手続きを行わずに出国しており、ウズベキスタンもしくは渡航先の国において就労許可がおりない原因となっている。法的手続きを行わなかった不法移民は賃金不払いなどの問題に直面しやすく、社会的保証がなくその扱いも悪くなる。ロシア連邦移民局のデータによると、2006年時点においてウズベキスタンからロシアへの不法移民は法的手続きを踏んだ合法移民102,658人に対し、150万人にも上る。両者を合わせたウズベキスタンへの送金額は2006年時点で約13億USドルであり、これはウズベキスタンのGDPの8％に相当する。

### 少数民族
ウズベキスタン独立後、国内の少数民族の多くがウズベキスタンを離れたが、その実際の数は不明である。少数民族が国外へと移出した主な理由は経済規模の縮小、生活水準の低下、将来の世代に対する教育機会や教育レベルの低下などが挙げられる。ウズベキスタンの言語法はウズベク語を話さない民族に対する差別の一端であると引用されることがあるが、この法律はウズベキスタン国内における機会不足の解決法として移民を決心させる社会的、経済的、政治的要素を含んでいた。  
1980年代までは、ロシア人が首都タシュケントを始めとする都市圏の人口の半分を占めていた。ウズベキスタン独立以降は、ロシア人は次第にロシアへと移住していき、ロシア人の占める割合は次第に低下している。しかし、ロシアの国民登録証 (propiska) は国外からの移民を規制している。移出を阻む事実として、“祖国”を持つロシア人やその他の少数民族がウズベキスタンを“母国”としてみなしているという複雑な事情がある。また、彼らは自身が“祖国”であるとする国の公用語を話すことができない、もしくは自身の持つパスポートに祖国以外の国民であると規定されている。それにも関わらず、“生まれ育った国”の大使館は彼らの移出を促進している。毎週末、約200の査証がイスラエル大使館からウズベキスタン国内のユダヤ人に与えられている。